# Tasman Municipality
Koordinaten: 43° 6′ S, 147° 45′ O

Die Tasman Municipality ist ein lokales Verwaltungsgebiet (LGA) im australischen Bundesstaat Tasmanien. Das Gebiet ist 660 km² groß und hat etwa 2350 Einwohner (2016).
Tasman liegt im Südosten der Insel und besteht aus der Tasman- und der Forestier-Halbinsel etwa 40 Kilometer südöstlich der Hauptstadt Hobart. Das Gebiet umfasst 14 Ortsteile und Ortschaften: Eaglehawk Neck, Fortescue, Highcroft, Koonya, Murdunna, Nubeena, Oakwood, Port Arthur, Premaydena, Saltwater River, Taranna, Turners Point und White Beach. Der Sitz des Councils befindet sich in der Ortschaft Nubeena an der Westküste der Tasmaninsel, wo etwa 300 Einwohner leben (2016).

## Verwaltung
Der Tasman Council hat neun Mitglieder. Der Mayor (Bürgermeister), sein Deputy (Stellvertreter) und sieben Councillor werden direkt von den Bewohnern der LGA gewählt. Tasman ist nicht in Bezirke untergliedert.